# E007号線
E007号線 (E007ごうせん、英: European route E007) はウズベキスタンとキルギスにあり、タシュケント – コーカンド – アンディジャン – オシ – Irkeshtamを結ぶ、欧州自動車道路のBクラス幹線道路。

## 経路
- ウズベキスタン
  - タシュケント, コーカンド, アンディジャン
- キルギス
  - オシ, Irkeshtam